# Margaret Brown (Frauenrechtlerin)

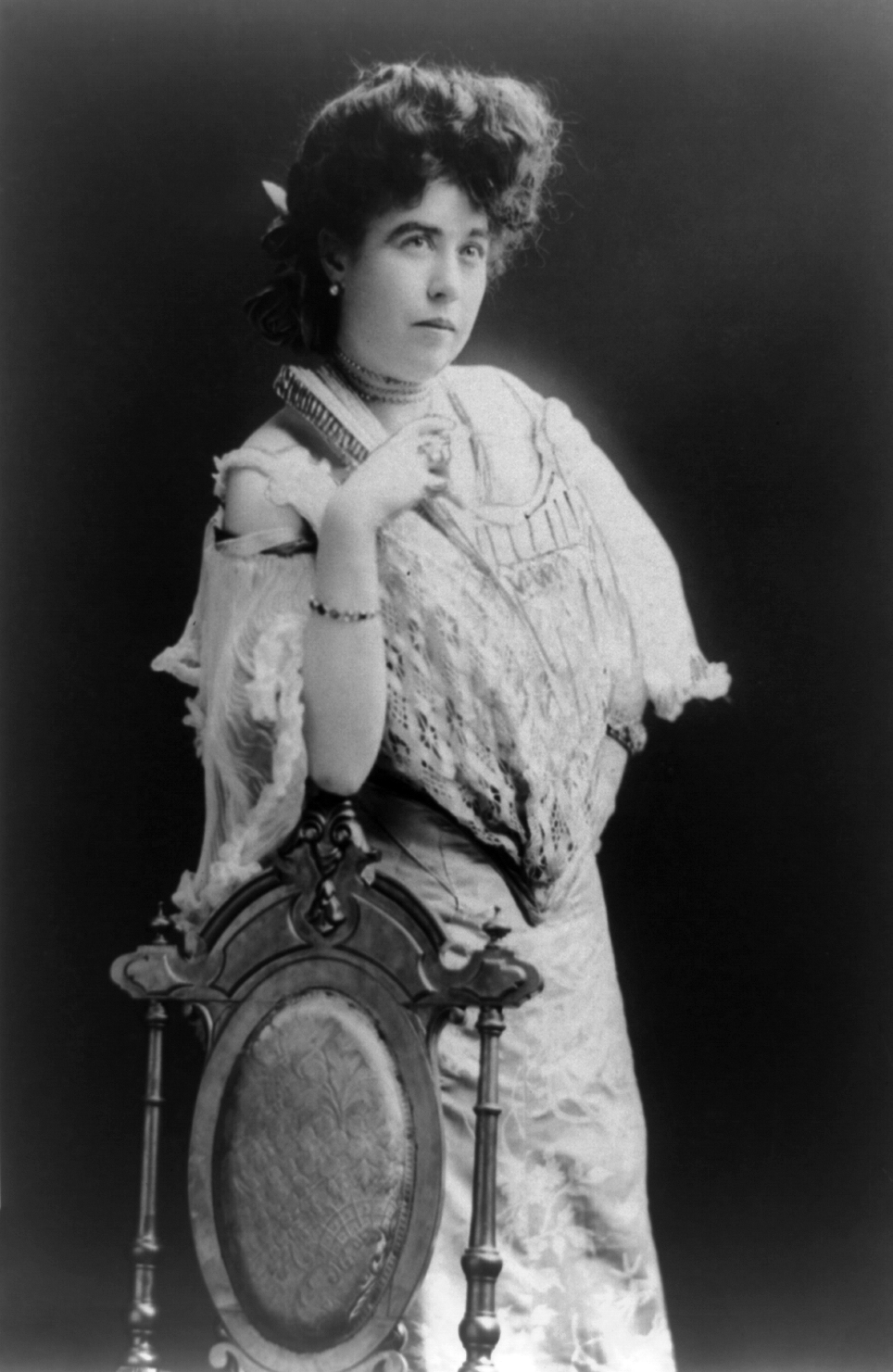
Margaret Brown

Margaret Brown (* 18. Juli 1867 in Hannibal, Missouri; † 26. Oktober 1932 in New York City; geb. Margaret Tobin), nach ihrem Tod auch bekannt als „die unsinkbare Molly Brown“ (The Unsinkable Molly Brown), war eine US-amerikanische Frauenrechtsaktivistin, die als Überlebende des Untergangs der Titanic berühmt wurde.

## Herkunft und Familie
Als Margaret Tobin kam sie 1867 als zweites gemeinsames Kind der irischen Immigranten John Tobin (1820–1899) und Johanna Collins (1825–1905) zur Welt. Sie hatte drei Geschwister: Daniel (* 1863), William (* 1869) und Helen (* 1871). Hinzu kamen die Halbschwestern Catherine Bridget Tobin aus John Tobins erster Ehe mit Catherine Pickeral und Mary Ann Collins aus der ersten Ehe ihrer Mutter. Beide Elternteile waren jung verwitwet.
Margaret wuchs in einem der ärmeren Viertel von Hannibal auf und arbeitete als Jugendliche in einer Tabakfabrik. Im Alter von 18 Jahren ging Maggie, wie sie bis zu ihrer Hochzeit genannt wurde, mit ihrer Halbschwester Mary nach Leadville, Colorado, wo Mary und deren Ehemann John Landrigan eine Schmiede eröffneten. Margaret begann für das Warenhaus Daniels and Fisher Mercantile zu arbeiten, wo sie Stoffe und Teppiche nähte.

## Ehe, Aufschwung und soziales Leben
Im Frühjahr 1886 lernte sie den Bergmann James Joseph Brown (* 27. September 1854; † 5. September 1922), den Sohn von James Brown und Cecilia Palmer, kennen, der wie sie von irischen Einwanderern abstammte. Das Paar heiratete am 1. September desselben Jahres in der Annunciation Church in Leadville, Colorado. Sie lebten auf dem Anwesen 1340 Pennsylvania Avenue und hatten zwei gemeinsame Kinder.
Brown war sozial sehr engagiert und half zum Beispiel in der Suppenküche der Minenarbeiter von Leadville aus. Anfang der 1890er Jahre wurde ihr Ehemann leitender Direktor der Ibex-Minenanlagen. 1893, als die Arbeitslosigkeit in Leadville bei 90 Prozent lag, begann James Brown mit der Förderung von Gold in der Little Jonny Mine und avancierte zu einem der wohlhabendsten Männer im Bundesstaat. Margaret Brown entwickelte eine Vorliebe für exklusive gesellschaftliche Anlässe und teure Garderobe. Mancher lokale Zeitungsartikel berichtete ausführlich über Kostüme, welche Mrs. Brown bei einer Veranstaltung oder einer Opernaufführung trug.

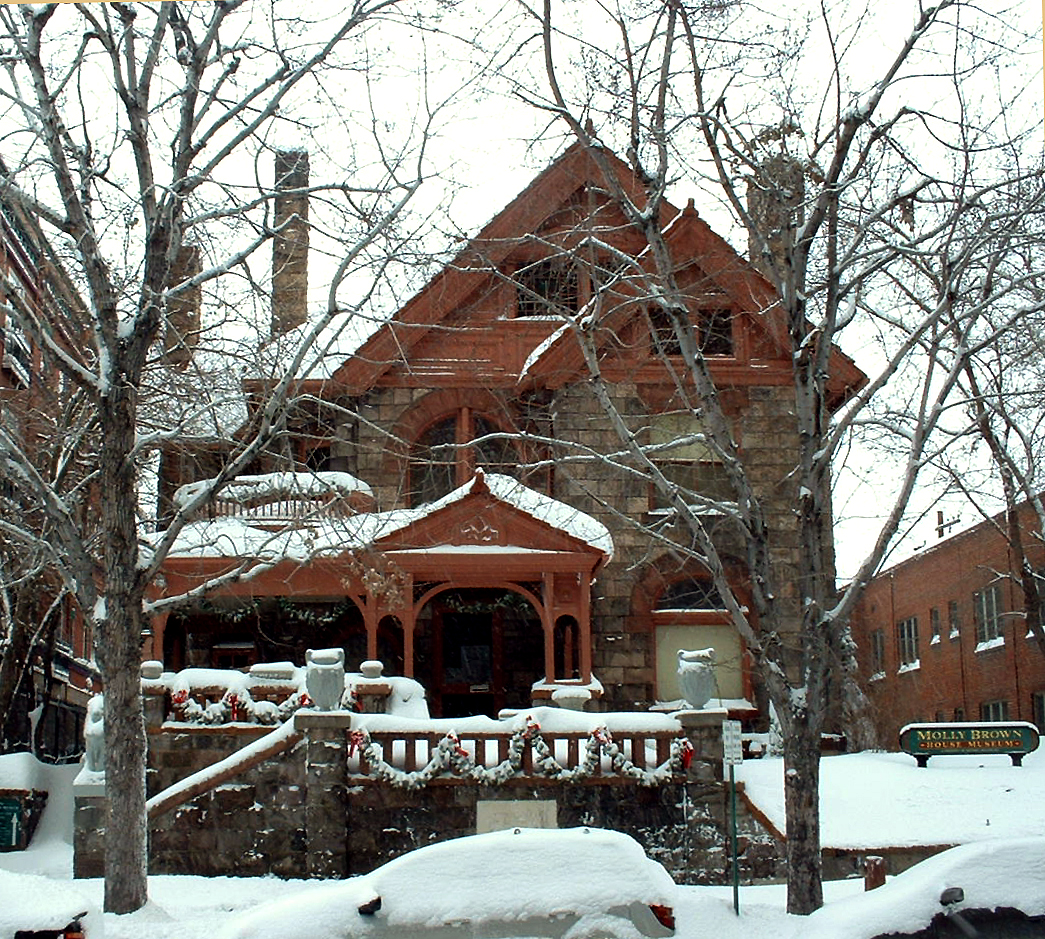
Das Haus der Familie Brown in Denver, Colorado, beherbergt heute ein Museum

Im April 1894 zog die Familie Brown nach Denver im US-Bundesstaat Colorado. Hier trat Brown dem Denver Woman’s Club bei, einer Organisation, die sich der Förderung, Bildung und Gleichberechtigung der Frau widmete. Sie wurde eine überzeugte Suffragette, setzte sich für Menschenrechte ein und gründete einen Fonds zum Bau von Krankenhäusern, Kirchen und Schulen. Durch ihre Arbeit lernte sie viele einflussreiche Persönlichkeiten wie Colonel John Jacob Astor kennen, die ihr Engagement unterstützten und sie finanziell förderten.
Um die weit verbreitete Jugendkriminalität in sozial schwachen Gegenden einzudämmen, wirkte Brown bei der Gründung des ersten Jugendgerichtes des Staates mit, das zur Basis des heutigen amerikanischen Jugendgerichtssystem wurde. Um sich selbst weiterzubilden, besuchte sie das New Yorker Carnegie Institute und studierte Sprachwissenschaften und Schauspielkunst.
Margaret Brown war eine der ersten Frauen in den Vereinigten Staaten, die sich für ein öffentliches Amt aufstellen ließ. Im Juli 1914, zu einer Zeit, in der Frauen noch nicht das Wahlrecht hatten, organisierte sie mit Alva Vanderbilt Belmont eine internationale Frauenrechtskonferenz in Newport, Rhode Island, die von zahlreichen Frauen- und Menschenrechtsaktivisten besucht wurde.
Neben ihren beiden eigenen Kindern Lawrence Palmer Brown (1887–1949) und Catherine Ellen Brown (1889–1969) zog Brown auch die drei Kinder ihres Bruders Daniel auf: Grace, Florence und Helen. Daniels Ehefrau war jung gestorben. 1909 trennten sich Margaret und James in gegenseitigem Einverständnis, ohne jedoch die Scheidung einzureichen. Grund der Trennung waren unüberbrückbare Differenzen in Lebensauffassung und -führung.

## Auf der Titanic
Nach der Trennung von ihrem Ehemann begab sich die Amerikanerin auf ausgedehnte Reisen. Im Frühjahr 1912 bereiste sie mit ihrer Nichte Helen Europa und den Mittelmeerraum und schloss sich in Kairo dem amerikanischen Milliardär John Jacob Astor IV und dessen junger Frau Madeleine an, die sich auf einer verlängerten Hochzeitsreise befanden. Zu dieser Zeit bekam sie ein Telegramm aus den Staaten, das sie darüber informierte, dass ihr Enkelsohn Lawrence Jr. erkrankt sei. Brown buchte eine Erste-Klasse-Reise auf dem nächsten Dampfer, der nach Amerika ablegte, der Titanic. Die Astors gingen zusammen mit ihr am Abend des 10. April in der nordfranzösischen Hafenstadt Cherbourg an Bord des Transatlantikschiffes. Helen Tobin, die eigentlich mitreisen wollte, entschied sich in letzter Minute, in London zu bleiben.
Als die Titanic am 14. April um 23:40 Uhr mit einem Eisberg kollidierte, trieb Brown viele der jüngeren, bummelnden Damen zur Eile an. Sie selbst konnte erst mehr als eine Stunde nach dem Unglück überredet werden, in das Backbord-Rettungsboot Nr. 6 zu steigen, das den sinkenden Ozeanriesen um 0:55 Uhr mit 23 Menschen an Bord verließ. In diesem Rettungsboot saßen, außer dem Erste-Klasse-Passagier Arthur Peuchen sowie zwei männlichen Besatzungsmitgliedern (darunter der Ausguck Frederick Fleet, der den Eisberg als Erster entdeckt und an die Brücke gemeldet hatte), ausnahmslos Frauen aus der Ersten Klasse. Dazu zählten prominente Damen der Oberschicht wie Elizabeth Rothschild, die Schriftstellerin Helen Candee, die Frauenrechtlerin Elsie Bowerman, die Tochter des Fifth-Avenue-Gründers Andrew Saks, Leila Meyer oder Sigrid Lindström, Nichte des früheren schwedischen Premierministers Arvid Posse. Molly Brown übernahm, wie viele andere Frauen auch, ein Ruder. Geschichten, die besagen, sie habe in dem Rettungsboot das Kommando innegehabt oder es sogar mit einem Revolver in der Hand geführt, entsprechen nicht der Wahrheit, fanden aber Eingang in viele Bücher und Filme zur Titanic-Katastrophe. Tatsächlich wurde Boot Nr. 6 vom Quartiermeister Robert Hichens gesteuert, der zum Zeitpunkt der Kollision am Steuer der Titanic gestanden hatte.
Als nach dem Untergang des Schiffs um 2:20 Uhr die Schreie der im Wasser um ihr Leben kämpfenden Passagiere zu den Insassen des halbleeren Bootes Nr. 6 hinüberhallten, setzte sich Brown dafür ein, zur Unglücksstelle zurückzurudern und Überlebende aufzunehmen. Gegen die Sorge der übrigen Insassen, das Boot könnte durch den Ansturm der Ertrinkenden zum Kentern gebracht werden, konnte sie sich allerdings mit dem Vorschlag nicht durchsetzen. Als Boot Nr. 6 vom britischen Passagierdampfer Carpathia aufgenommen wurde, war es bereits hell und die meisten Frauen waren unterkühlt.

## Späteres Leben

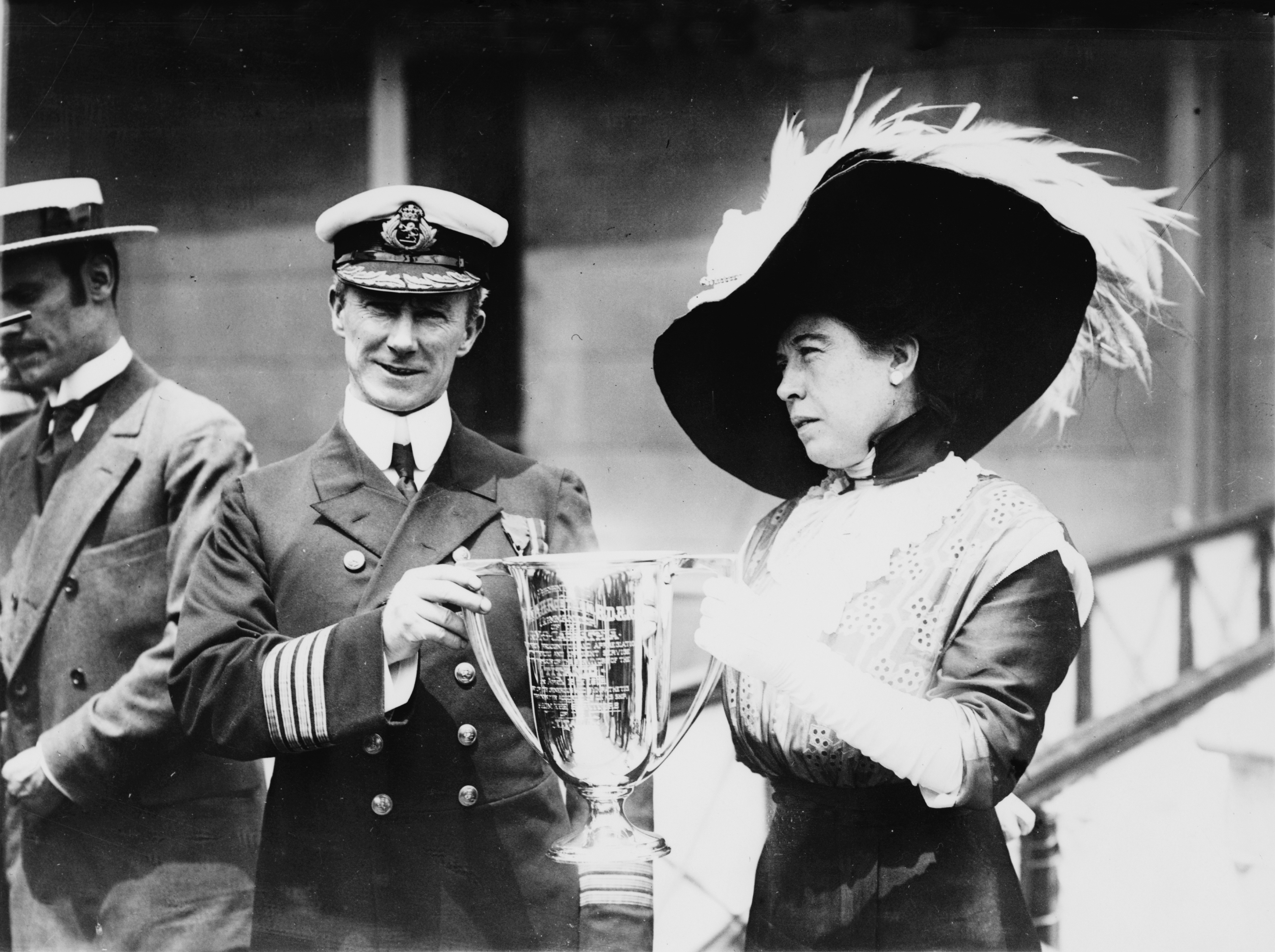
Molly Brown überreicht im Mai 1912 dem Kapitän der Carpathia eine Erinnerungstrophäe

Im Mai 1912 überreichte Molly Brown dem Kapitän der Carpathia, Arthur Rostron, einen silbernen Pokal als Zeichen der Anerkennung. Zudem ließ sie jedem Besatzungsmitglied eine Ehrenmedaille zukommen. Später errichtete sie ein Titanic-Denkmal in Washington, D.C. (Titanic Memorial (Washington, D.C.), das heute noch existiert.
Während des Ersten Weltkriegs setzte sich Brown aktiv für Kriegsopfer – zivil wie militärisch – ein und schloss sich dem Amerikanischen Komitee für das zerstörte Frankreich an, das verwundete Soldaten versorgte und sich um die Wiederherstellung verwüsteter Ortschaften im Frontbereich kümmerte.
In späteren Jahren entdeckte sie ihre Leidenschaft für die Schauspielerei erneut und ging nach Paris, um Dramatik zu studieren. Sie trat in Paris und New York als Bühnenschauspielerin auf.
Margaret Brown starb am 26. Oktober 1932 im Barbizon Hotel for Women in New York City im Alter von 65 Jahren an einem Gehirntumor.

## Sonstiges
- Zeit ihres Lebens wurde sie Margaret, Maggie oder Molly genannt.
- In Denver ist ihr ein Museum mit dem Namen Molly Brown House gewidmet.
- Avoca Lodge, bekannt als Molly Brown Sommerhaus, im Südwesten von Denver wurde von Brown und ihrem Mann als Sommerhaus genutzt. Touristen können es sowohl mieten als auch besichtigen.
- Das 1960er Broadway-Musical The Unsinkable Molly Brown und dessen 1964 gedrehte Verfilmung (deutscher Titel: Goldgräber-Molly) mit Debbie Reynolds basieren auf ihrer Lebensgeschichte.
- 1965: Molly Brown war der Name, den der Astronaut Virgil Grissom dem Raumschiff Gemini 3 gab – eine ironische Anspielung darauf, dass bei Grissoms erstem Raumflug mit Mercury-Redstone 4 die Landekapsel nach der Wasserung im Atlantik versunken war.
- In den späteren Verfilmungen des Schiffsunterganges wurde Margaret Brown von Tucker McGuire (Die letzte Nacht der Titanic, 1958), Cloris Leachman (S.O.S. Titanic, 1979), Marilu Henner (Titanic, TV-Zweiteiler 1996) und Kathy Bates (Titanic, 1997) dargestellt.